# Jaime O'Farrell
Pas d'image ? Cliquez ici

b Matchs officiels uniquement.
Dernière mise à jour le 20 décembre 2018.
Jaime O'Farrell, est un joueur international argentin de rugby à XV évoluant au poste de pilier et troisième ligne aile.
Il détient notamment le record d'essais marqués par un avant dans un match international. Ce record est d'autant plus impressionnant qu'il a à priori marqué ces essais (5 en tout) dans un match contre le Brésil où il jouait comme pilier. Il fait ainsi partie, avec Takeshi Kizu et Keith Wood, des 3 seuls premières lignes à avoir marqué plus de 3 essais dans un match international.